# 卡尔顿通信股份
卡尔顿通信股份有限公司，简称卡尔顿通信股份（英語：Carlton Communications plc）是英国的媒体公司。它是由迈克尔·菲利普·格林带领，从1983年至2004年2月2日在伦敦证券交易所上市，在2004年，它被格拉纳达股份公司收购，形成独立电视公司（英語：ITV plc）。卡尔顿的股东获得了独立电视公司的大约32％。

除了作为卡尔顿电视有限公司的母公司，它也在其他多家媒体和广播业务涉及，并且是富时100指数的成分股。

## 历史

### 成立
1967年，邁克爾·格林 (Michael Green) 與他的妹夫和岳父（未來的沃爾夫森勳爵）成立了一家印刷和照片處理公司Tangent Industries。1982年，格林收購了Transvideo，將公司更名為Carlton Television Studios。一年後，公司上市時更名為Carlton Communications。不久之後，歐洲最大的視訊設施提供商行動圖片公司（MPC）與卡爾頓成立了一家合資企業，收購了加州國際視訊公司的英國子公司IVC UK Ltd。卡尔顿在1983年7月對MPC進行了收購。

### 電視
格林試圖收購一家廣播電台，但沒有成功。他首先嘗試了泰晤士電視台（見下文），然後嘗試了LWT。獨立廣播管理局（IBA）介入，只允許格林擁有10%的股份。作為回應，格林以100萬英鎊的價格出售了他現有的5%股份。卡爾頓也未能贏得直接衛星廣播特許經營權（儘管事實上卡爾頓已經在運營自己的DBS 系統，稱為“Skyscan”，並且可能會繼續提供該服務，直到1990年BSB 推出），轉至英國衛星廣播 (BSB)。 1987年3月，卡爾頓以3,000萬英鎊從立博公司手中收購了中部電視台（ITV）20%的股份，這最終使卡爾頓獲得了第一筆地面廣播公司的股份。鮑勃·菲利斯（Bob Phillis）成為卡爾頓電視台董事總經理之前，他曾中部電視台工作。卡爾頓電視台以730萬英鎊收購Zenith Productions，擴大了其媒體公司投資組合。
卡爾頓最重要的舉措是在1991年以高於泰晤士電視台的價格獲得ITV倫敦工作日許可證。的股份。該交易遭到泰晤士首席執行官理查德·鄧恩 (Richard Dunn) 和IBA的否決，IBA得出的結論是「該提議將導致獨立電視節目公司的性質和特徵發生重大變化」。邁克爾·格林感到“困惑”，他說：“我們對IBA的決定感到驚訝。我絕對確定這不會對泰晤士河造成重大變化。我們一直建議我們絕對確保公司將繼續就這樣吧。” IBA表示，它並不反對卡爾頓擁有ITV公司的一部分，但認為對ITV公司的「任何」單一所有權都是不可取的。
1986年7月，泰晤士終於在股票市場上市。卡爾頓董事長邁克爾·格林(Michael Green) 表示，“我不可能發表評論”，但泰晤士河的一位發言人表示：“這看起來確實很有可能；但是，沒有一個股東可以擁有我們超過10 % 的股權，所以很難看出他們的想法」。
據說，格林曾就此事與時任首相柴契爾夫人進行過交談，這反過來可能有助於製定《1990年廣播法》，該法以獨立電視委員會取代了IBA，並改變了特許經營權分配程序。卡爾頓電視台的政策是作為出版商兼廣播公司，不製作自己的任何節目；甚至它的新聞也被外包給倫敦新聞網。

## 外部連結
- 官方网站 (Archived)